# كرستولوجيا
الكرستولوجيا هي مجال دراسة ضمن اللاهوت المسيحي مهتم بدراسة طبيعة يسوع، وخاصة كيفية ارتباط الألوهية والإنسانية في شخص يسوع. قدمت وجهات نظر بولس الطرسوسي عنصرا رئيسيا في كريستولوجيا عصر الرسل. شملت أفكار بولس الأساسية فكرة وجود المسيح السابق (قبل ميلاده) وعبادة المسيح كـ Kyrios (إله).
أعطت الكتابات المسيحية المبكرة عدة ألقاب ليسوع، مثل ابن الإنسان، وابن الله، والمسيح، وكيريوس، وجميعها مستمدة من الكتاب المقدس العبري. تركزت هذه المصطلحات حول موضوعين متعارضين، وهما "يسوع كشخصية موجودة مسبقًا والذي يصبح إنسانًا ثم يعود إلى الله"، مقابل التبني - أن يسوع كان إنسانًا "تبناه" الله عند معموديته أو صلبه أو قيامته.
من القرن الثاني إلى القرن الخامس، كانت العلاقة بين طبيعة المسيح البشرية والإلهية محورًا رئيسيًا للمناقشات في الكنيسة الأولى وفي المجامع المسكونية السبعة الأولى. أصدر مجمع خلقيدونية عام 451 صيغة الاتحاد الأقنومي لطبيعتي المسيح، واحدة بشرية وواحدة إلهية، "متحدين بلا اختلاط ولا انقسام". تؤيد معظم الفروع الرئيسية للمسيحية الغربية والأرثوذكسية الشرقية هذه الصيغة، في حين ترفضها العديد من فروع الكنائس الأرثوذكسية الشرقية، وتشترك في الميافيزيقية.

## كريستولوجيا تنازليّة وتصاعديّة
منذ منتصف القرن العشرين بدأت الكريستولوجيا تأخذ حيّزًا مهمًّا في حركة الفكر اللاهوتي المسيحي. وبعد أن كانت المسيحانيّة القديمة تنازليّة أي أنها تنطلق من كون يسوع هو المسيح، الكلمة، ابن الله، حيث المُعطى الأوّل لهذا المفهوم اللاهوتي هو:
1. التجسّد حيث «في البدء كان الكلمة والكلمة هو الله...» (يو1:1)
2. الإيمان الذي ينطلق من فوق نزولاً، حيث أن يسوع الناصري من جوهر الله الآب، ويصل في نهاية مطافه إلى أنّه من جوهر الإنسان، أي أنه بشر مثلنا في كل شيء ما عدا الخطيئة.

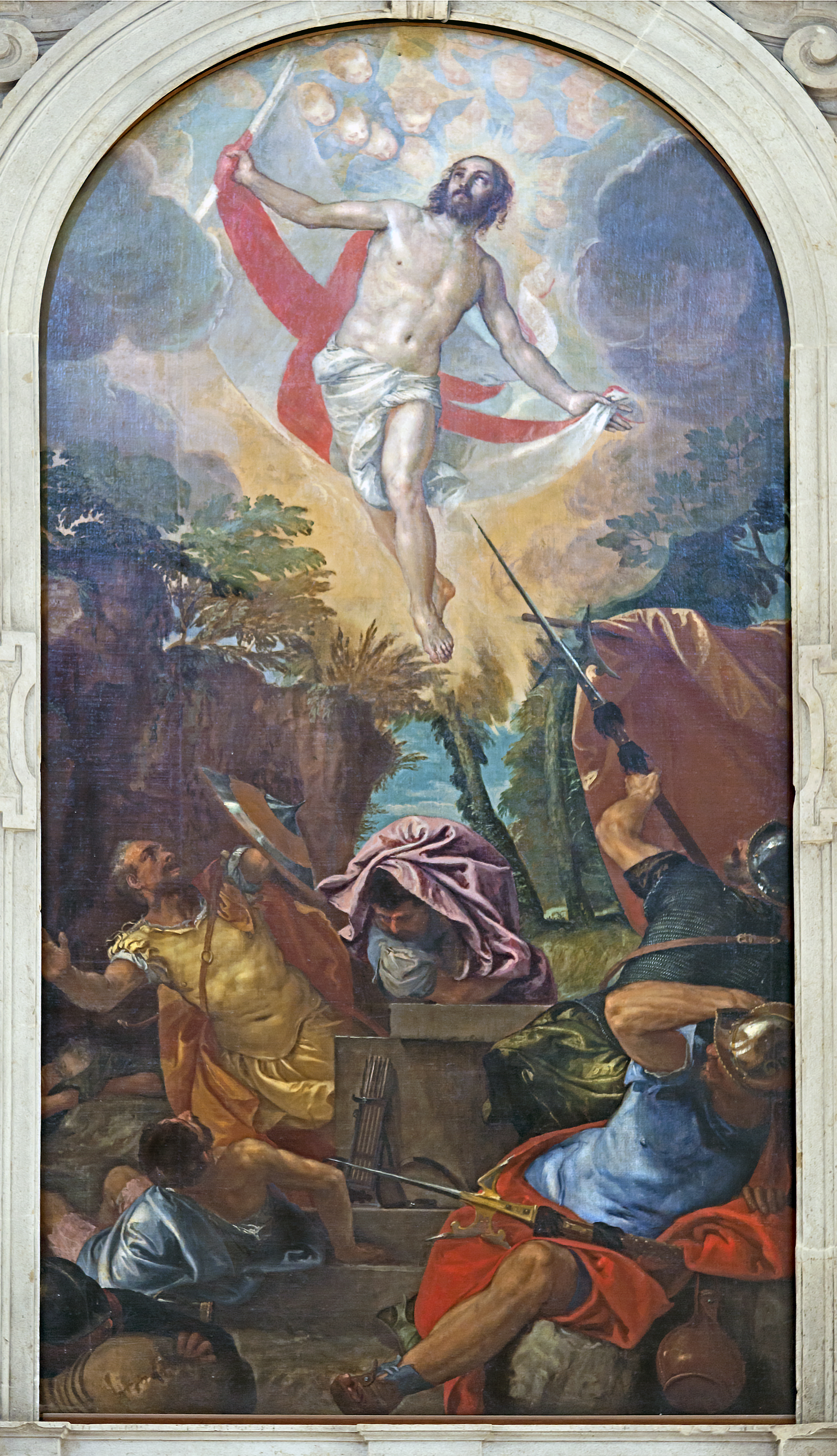

إلى ذلك أشارت المسيحانيّة الحديثة التصاعديّة إلى أنها انطلقت من الإنسان المسمّى يسوع، المحدود زمنيًّا ومكانيًّا، إلى نقطة الوصول حيث أنّه ليس إنسانًا فقط إنما هو الله.
ومع هاتين الحركتين التنازليّّة القديمة والتصاعديّة الحديثة أخذت هذه الأخيرة في البروز على حساب الأولى ممّا أحدث انقلابًا مهمًّا بالنسبة للكريستولوجيا المعاصرة حيث لم يعد التجسّد وحده هو المحور الذي يشدّد على طبيعة المسيح الإلهيّة-الإنسانيّة دون أن يأخذ التدرّج البشريّ في فهم هذا السرّ تاريخيًّا انطلاقًا من موت يسوع وقيامته. لكن لا بدّ من الإقرار بأن هاتين الحركتين تتكاملان ولا تتناقضان.
فالعودة إلى الكتاب المقدّس في الخطاب الكريستولوجي أتاح لنا التوفيق بين صورتين للمسيح، الأولى ناجمة عن الكريستولوجيا التي ترتكز إلى علم التفسير الكتابي، والثانية إلى علم اللاهوت العقائدي المليئة بالتنظير اللاهوتي. وقد تبنّى هذا الخطاب الجديد قناعة الآباء الأوائل لأن مكان وضع اللاهوت هو في قراءة الكتاب المقدّس قراءةً هادئة، مفصّلة ومتماسكة من حيث تضامن معانيها الشاملة... فلا فصل في الكريستولوجيا الكينونيّة لأنه لا فصل بين يسوع التاريخي والمسيح موضوع إيماننا.
فلذلك إنّ كان العبور من الإنسانيّة إلى الألوهيّة في شخص يسوع أمر ممكن، نجد أن العبور أيضًا من الألوهيّة إلى الإنسانيّة ممكنًا، لأنّ واحدهما يفترض قيام الآخر، فيسوع هو إله تَجَسَّد وليس إنسانًا أصبح إلهًا. وبيسوع لم يتخّذ الله ابنًا له، بل أعطانا ابنه الوحيد... ولا بدّ للتقليد من القبول بالتنازع القائم بين ضرورة الأمانة وواجب التجدّد.
وعليه فإن المستوى التيولوجي أظهر لنا في الإزائيات وأعمال الرسل تجانسًا من الاهتمام اللاهوتي في القرن العشرين الذي ينطلق من يسوع كشخص ليصل إلى لاهوته وكذلك حدث موته وقيامته ليصل إلى تجسده.
من ناحية ثانية إن النظرة إلى شخص يسوع المسيح التي تبدو موضوعيّة فهي مرتبطة بالجوهر Ousia، الطبيعة Phusis والقناع Persona. في حين أنه في المسيحانيّة الحديثة تبدو متأثّرة بالفلسفة الحديثة وهي نظرة ذاتيّة مرتبطة بالكائن الذي يفكّر (ديكارت)، والذي يريد ويقرّر وينفّذ ويتحمّل المسؤوليّة ويتصرّف تصرّفًا أخلاقيًّا ويحقّق حريته في كلّ ذلك (كنت) ويكوّن علاقات للآخرين فيحقّق ذاته (هيغل) ويحيا في الزمان فيعي ذاته داخل الزمان (هايديغر). وهذه اللغة العصريّة هي أنتروبولوجيّة ووجوديّة وواقعيّة وتاريخيّة تعكس اهتمام إنسان القرن العشرين.

## التعليم العقائدي والمجامع
أما لجهة تعليم الكنيسة العقائدي حول شخص يسوع المسيح فقد عبّرت عنه بقرارات مجمعيّة منذ القرون الأولى والتي تطرّقت إلى سرّ المسيح:
1. نيقية 325 والذي عُقِد لمحاربة عدة بِدع نذكر منها:
  1. مذهب التبنويّة Adoptianisme يدّعي أن يسوع لم يكن إلهًا، بل تبنّاه الله فأصبح إلهًا.
  2. مذهب آريوس الذي لم يشكّ في إنسانيّة يسوع إنما شكّ في ألوهيّة المسيح وذلك لشدّة إيمانه بتسامي الله وتعاليه.

وفي هذا الإطار ردّ المجمع المذكور ب
"نؤمن... بربٍّ واحدِ يسوع المسيح، ابن الله، المولود الوحيد من الآب، أي من جوهر الآب." 
وبناءً على ما صدَر طهّر المجمع المفاهيم اللاهوتيّة من التفلسف الذي وقعت فيه بدعة آريوس. مع الإشارة إلى أنّ حركة نيقيا هي تصاعدية تنطلق من يسوع الإنسان إلى يسوع الإله.
1. أفسس 431 ومحوره هو وحدة الألوهيّة والإنسانيّة في شخص يسوع المسيح. ويأتي لاهوته تنازليًّا فينطلق من ألوهيّة المسيح التي أقرّها نيقيا وتساءل عن كيفيّة الاتحاد بين الطبيعتين مع أنّه لم يشكّ في ألوهيّة المسيح ولا في إنسانيته. وقد طرح هذا التساؤل نسطوريوس الانطاكي إضافةً إلى أنّه رأى في يسوع المسيح شخصين: الله الكلمة من جهة، ويسوع المسيح من جهة ثانية، مع استقلاليّة كل شخص عن الآخر إضافة إلى رفضه للتجسد وأن تكون مريم أم الله.

وإزاء هذه الأفكار أعلن المجمع اعترافه بأن الكلمة صار واحدًا مع الجسد، إذ اتحد به اتحادًا شخصيًّا، مشددًا على عبادة الشخص الواحد، الابن، والربّ، يسوع المسيح. وعدم تفرقته بين الله والإنسان وعدم الفصل بينهما. امّا عن مريم العذراء أشار المجمع إلى أنها ولدت بالجسد الإله الذي صار واحدًا مع الجسد بحسب الطبيعة، وسمّاها والدة الإله.
1. مجمع خلقيدونية 451 الذي حرَم أوطيخا لتعاليمه الخاطئة والتي تركزت حول رفضه أن يكون المسيح من طبيعتين بعد الاتحاد، معتبرًا أن الطبيعة الالهيّة امتصّت الطبيعة البشريّة فلاشتها وزالت الإنسانيّة في الألوهيّة.

واللغة الخلقيدونيّة التي اعتبرها اللاهوتيّون أكمل صيغة مسيحانيّة مع القسطنطينيّة 2 و3 وملخصًا للمجامع الأخرى. نرى أن المجمع دعا إلى ضرورة العودة إلى الكتاب المقدّس، وإلى مجامع نيقيا، القسطنطينيّة الأوّل وأفسس معترفًا بقانون الإيمان الذي حُدّد في نيقيا-القسطنطينيّة.
فميزة خلقيدونيا الأساسيّة هي الحفاظ على حقيقة إنسانيّة يسوع التي كانت مهدّدة من أوطيخا ومن بعده في لاهوت الطبيعة الواحدة Monophysisme.
أخيرًا تجدر الإشارة إلى أنّه بين المستوى التيولوجي (بين نقطة انطلاق المسيحانيّة ونقطة وصولها) والمستوى الأنتروبولوجي (بين الشخص وتاريخه) لا بدّ أن يكامل المستويين بعضهما ففي المسيحانيّة القديمة ما أعطى للمسيحانيّة الجديدة تفسيرها لتواكب وتحدّث العصور القادمة، حيث لا أولويّة للواحدة على الأخرى.
فالمسيح هو إنسان حقيقي أخذ كل شيء من الطبيعة البشريّة، الجسد والنفس والإرادة والحريّة، وقد كان متحدًا بالله في عمق كيانه، فهو «ابن الله المولود من الآب قبل كل الدهور... إله حقّ من إله حقّ، مولود غير مخلوق، مساوٍ للآب في الجوهر».

## ارتباطات خارجية
- دراسات عن العهد القديم والجديد
- كتاب العهد القديم والجديد بالخط المشكّل
- مواعظ مسيحية من كتب العهد القديم والجديد

1. ↑  "Christology | Definition, History, Doctrine, Summary, Importance, & Facts | Britannica". www.britannica.com (بالإنجليزية). Archived from the original on 2019-03-01. Retrieved 2023-05-10.